# Проково
Проково (пол. Prokowo, нім. Prockau) — село в Польщі, у гміні Картузи Картузького повіту Поморського воєводства.
Населення — 1279 осіб (2011).
У 1975-1998 роках село належало до Гданського воєводства.

## Демографія
Демографічна структура станом на 31 березня 2011 року:
|          | Загалом | Допрацездатний вік | Працездатний вік | Постпрацездатний вік |
| -------- | ------- | ------------------ | ---------------- | -------------------- |
| Чоловіки | 650     | 182                | 425              | 43                   |
| Жінки    | 629     | 178                | 356              | 95                   |
| Разом    | 1279    | 360                | 781              | 138                  |